# Клюзере, Гюстав Поль
Гюстав Поль Клюзере (фр. Gustave Paul Cluseret; 13 июня 1823 — 23 августа 1900) — французский солдат и политик, служивший в звании генерала в федеральной армии США во время Гражданской войны, революционер, член Парижской коммуны.

## Биография
Воспитанник сен-сирской школы, состоял сначала на французской военной службе, участвовал в Крымской войне.
Участвовал в 1860 году в походе Гарибальди в Королевство Обеих Сицилий, на Неаполь, недолго служил в итальянской армии.
Во время гражданской войны в США вступил в армию северян, был адъютантом Фримонта и Мак-Клеллана и получил чин генерала. В апреле 1862 года возглавил Передовую бригаду (Advanced Brigade), которая состояла из трёх полков:
- 60-й Огайский пехотный полк
- 8-й Западновирджинский пехотный полк
- 4-й Нью-Йоркский кавалерийский полк

Однако, уже в мае эту бригаду передали Роберту Шенку.
В 1863 году Клюзере покинул армию США ради участия в подпольном ирландском национально-освободительном движении.
В 1865—1868 годах работал журналистом в Нью-Йорке. В 1867 году принял участие в движении фениев; английский суд заочно приговорил его к смертной казни.
Возвратившись во Францию, стал членом Первого интернационала, писал в газетах, отстаивая социалистические идеи, и сблизился с главными вождями международного социалистического общества. Его резкие статьи против новой организации армии, публиковавшиеся в 1869 году в газетах «Démocratie», «Rappel» и «Tribune», навлекли на него судебное преследование.
Во франко-прусской войне 1870—1871 годов Клюзере участвовал добровольцем. Позже участвовал в революционных движениях в Лионе и Марселе, пытался вместе с Михаилом Бакуниным установить коммуну в Лионе. Во время Парижской коммуны (1871 год) он стал её членом, но, заподозренный своими же единомышленниками, был заключён в Мазас. Подвергшись преследованию за участие в коммуне, Клюзере бежал в Англию, а оттуда в США, военный суд в Версале приговорил его заочно к смертной казни (1872 год).
Поселившись затем в Швейцарии, Клюзере поместил ряд статей в американских и английских газетах, под заглавием «L'Epopée révolutionnaire de 1871». Через несколько лет он уехал на Восток. Когда в 1880 году была объявлена амнистия, он поспешил вернуться в Париж, но вскоре должен был вновь уехать, так как был дважды осуждён судом за аналогию (в газетных статьях) действий, признанных преступными, за призыв армии к мятежу и т. д.
В декабре 1888 года Клюзере был избран депутатом, но палата колебалась утвердить его избрание, находя, что на службе у иностранцев он потерял права французского гражданства. В 1889 году Клюзере вновь избран депутатом, принадлежал к партии социалистов-революционеров, но, согласно ЭСБЕ, «заметной роли в парламенте не играл».
Написал:
- «Armée et démocratie» (Брюссель, 1869);
- «Mémoires de second siège de Paris» (Париж, 1887);
- «Idée d'un corps spécial pour l'armée italienne» (Турин, 1870).